# Suonno d'ammore
Suonno d'ammore («Sueño de amor» en italiano) es una película dramática italiana de 1955 dirigida por Sergio Corbucci y protagonizada por Achille Togliani y Bianca Maria Fusari. Es parte de un grupo de películas italianas de principios de la década de los años 1950 que presentan acusaciones injustas de un rival sin escrúpulos.

## Argumento
Alberto ama a María, hija de Arturo, un rico dueño de barcos; su amor es correspondido por la niña y tiene la aprobación de su padre. Su boda no debería estar lejos, pero alguien está firmemente decidido a evitar su unión por cualquier medio.

## Reparto
- Achille Togliani como Alberto Salvi.
- Bianca Maria Fusari como Maria Loiacono (como Bianca Fusari).
- Paul Muller como Carmelo Zaffirra.
- Carla Calò como Carmen De Blasi.
- Carlo Tamberlani como Michele Loiacono.
- Vilma Viani como Gianna Salvi (como Wilma Viani).
- Giacomo Furia como Beniamino.
- Ignazio Balsamo como Genovese.
- Giosué Ippolito como Mariscal de los Carabinieri (como Giosuè Ippolito).
- Emilia Díaz como Abuela de Maria.
- Piero Pastore como Pescador Marcello.
- Dina De Santis como Vendedora de flores en el club nocturno (como Dina De Sanctis).
- Pasquale De Filippo como Pasquale.
- Umberto Della Monica como Sacerdote.
- Francesco Sineri como Carabiniere Capurro.
- Umberto De Simone como Pescador Salvatore.